# Кирзинский заказник
Кирзинский заказник — государственный природный заказник федерального значения. Расположен в Барабинском и Чановском районах Новосибирской области. Основан 11 апреля 1958 года. Площадь — 119 808 гектаров.

## Расположение
Заказник находится в центральной части Барабинской лесостепи на территории Чановского и Барабинского районов Новосибирской области.

## Цель создания
Обеспечение сохранности типичного лесостепного ландшафта. Охрана и сохранение первозданного облика водно-болотных угодий. Защита мест с массовой концентрацией болотной и водоплавающей дичи, охрана её путей миграции. Обеспечение размножения охотничьих, исчезающих и редких видов животных.

## Флора
В заказнике произрастают такие редкие виды растений как ковыль Залесского и наяда большая.

## Фауна

### Млекопитающие
Здесь обитают ценные промысловые животные: косуля, лось, лисица, рысь, корсак, колонок, барсук, горностай, ондатра, зайцы (русак и беляк).

### Птицы
В Кирзинском заказнике массово гнездуются околоводные и водоплавающие птицы: серая и белая куропатки, тетерев, гуси (гуменник, белолобый, серый). Встречаются такие редкие виды птиц как скопа, орлан-белохвост, шилоклювка, черноголовый хохотун, савка.

## Происшествия
11 декабря 2022 на территории заказника обнаружили место забоя косули и лося. В круг подозреваемых попал директор заказника. 12 декабря 2022 года его задержали на 48 часов и возбудили уголовное дело по статье о незаконной охоте.
В ночь с 7 на 8 мая 2023 вспыхнул крупный пожар.